# Czesław Zdanowicz (fotograf)
Czesław Zdanowicz (ur. w Białymstoku) – polski artysta fotograf, uhonorowany tytułem Artiste FIAP (AFIAP). Członek rzeczywisty i Artysta Fotoklubu Rzeczypospolitej Polskiej (AFRP). Były Prezes Białostockiego Towarzystwa Fotograficznego.

## Życiorys
Czesław Zdanowicz od 1979 roku jest członkiem Białostockiego Towarzystwa Fotograficznego.  Jest autorem i współautorem kilkudziesięciu wystaw fotograficznych; indywidualnych i zbiorowych; krajowych i międzynarodowych. Brał aktywny udział w Międzynarodowych Salonach Fotograficznych, organizowanych (m.in.) pod patronatem FIAP, zdobywając wiele akceptacji i wyróżnień. Jego fotografie były prezentowane w wielu krajach Europy i świata (Chiny, Chorwacja, Czarnogóra, Egipt, Grecja, Indie, Iran, Kanada, Macedonia, Rosja, Rumunia, Serbia, Słowenia, Turcja, Ukraina, Węgry, Wielka Brytania).
Szczególne miejsce w twórczości fotograficznej Czesława Zdanowicza zajmuje fotografia pejzażowa okolic Białegostoku, fotografia uliczna, (m.in.) w podczerwieni i technice wielokrotnej ekspozycji.
Czesław Zdanowicz w 2012 roku został przyjęty w poczet członków Fotoklubu Rzeczypospolitej Polskiej Stowarzyszenia Twórców. Decyzją Komisji Kwalifikacji Zawodowych Fotoklubu RP, otrzymał dyplom potwierdzający kwalifikacje do wykonywania zawodu artysty fotografa, fotografika (legitymacja nr 328). W 2015 roku został uhonorowany tytułem Artiste FIAP (AFIAP), nadanym przez Międzynarodową Federację Sztuki Fotograficznej FIAP.
Prace Czesława Zdanowicza zaprezentowano w Almanachu (1995–2017), wydanym przez Fotoklub Rzeczypospolitej Polskiej Stowarzyszenie Twórców, w 2017 roku. W 2018 roku został uhonorowany Medalem „Za Zasługi dla Fotografii Polskiej” – odznaczeniem przyznawanym przez Kapitułę Fotoklubu Rzeczypospolitej Polskiej Stowarzyszenia Twórców – w 100. rocznicę odzyskania przez Polskę niepodległości.

## Wystawy indywidualne
- „Pejzaż” (Białostockie Towarzystwo Fotograficzne 1991)
- „Pejzaż” (Klub Kalina, Klub Zenit w Białymstoku 2000)
- „Impresje Fotograficzne” (Klub Kalina, Miejski Dom Kultury w Białymstoku, Miejski Dom Kultury w Czarnej Białostockiej 2001–2002)
- „Powrót do przeszłości” (Klub Kalina, Klub Zenit w Białymstoku 2002)
- „Koń w dialogu z przyrodą” (Klub Kalina, Klub Jubilat w Białymstoku 2003–2004)
- „Do ojczyzny naszej ciszy” (Klub Kalina w Białymstoku 2004)
- „A kto Ciebie, ty wierzbino wychował” (Klub Kalina w Białymstoku 2005)
- „Impresje” (Białostocki Ośrodek Kultury, Urząd Miasta i Gminy w Supraślu 2005)[15]
- „Podczerwień w pejzażu” (Klub Kalina w Białymstoku 2006)
- „Nic tu skończonym nie jest” (Klub Kalina w Białymstoku 2007)
- „Zielona biel” (Klub Kalina w Białymstoku 2008)
- „Przestrzeń Miasta” (Klub Kalina w Białymstoku 2011)[19]

Źródło

## Odznaczenia
- Odznaka honorowa „Zasłużony dla Kultury Polskiej” (2007)[20]
- Medal „Za Zasługi dla Fotografii Polskiej” (2018)[21]